# Bijastofilija
Bijastofilija (od grčki biastes, "silovanje" + -philia) i latinski ekvivalent raptofilija (od latinski rapere, "oteti"), odnosno parafilijsko silovanje, je naziv za parafiliju u kojoj seksualno uzbuđenje ovisi, odnosno predstavlja reakciju na ne-konsenzualnu seksualnu aktivnost s nekom osobom, posebno strancem.
Dok neki izvori oba izraza smatraju sinoninima, neki ističu raptofiliju kao parafiliju u kojoj seksualno uzbuđenje proizlazi iz silovanja žrtve.
Izvor uzbuđenja kod ovih parafilija je užasnuta reakcija na napad, pa se zato smatra oblikom seksualnog sadizma.